# Humbert V de Beaujeu
Humbert V de Beaujeu (1198-1250) va ser un noble francès. Va ser l'onzè senyor de Beaujeu i primer príncep de Dombes. Condestable de França del rei Sant Lluís, va comandar el seu exèrcit durant la setena croada.

## Biografia
Era fill de Guichard IV de Beaujeu i Sibil·la de Flandes i Hainaut, filla del comte Balduí V de Flandes i germana d'Isabel d'Hainaut, reina de França. Per tant, Humbert V era de gran llinatge, ja que era cosí germà del Lluís VIII de França i nebot dels emperadors llatins de Constantinoble, Balduí I i Enric d'Hainaut.
El 1232, va acompanyar el seu nebot Balduí II de Courtenay a Constantinoble per a la cerimònia de coronació.
Pel seu testament, amb data de juliol de 1248, va lliurar 60 sous forts a l'església parroquial de Meillonnas.
Va morir a Terra Santa, a Síria, el 21 de maig o l'1 d'agost de 1250 als 52 anys.

## Carrera miltar
Molt proper a la corona, es distingí pel seu talent militar al costat de Lluís VIII de França durant la croada contra els albigesos. Després de la sobtada mort del rei el 1226 a Montpanchièr, fou designat governador del Llenguadoc, una nova província del domini reial que no acceptava la dominació francesa. Com a representant del rei a la croada albigesa, haurà de fer front a la resistència dels senyors locals fins que es van rendir el 1229. Entre altres iniciatives bèl·liques al Llenguadoc, cal destacar el setge de La Beceda l'estiu de 1227. Després de la caiguda, en va massacrar la població.
Va prendre la creu el 1247 i el rei Sant Lluís el va nomenar conestable per a la campanya egípcia el 1248. Durant el setge de Mansura, va intentar salvar el germà del rei, el comte Robert I d'Artois, en va.

## Núpcies i descendència
El 22 de setembre de 1219 es va casar amb Margaita de Baugé, seguint un contracte signat el 15 de juliol de 1218. Amb ella va tenir sis fills:
- Guichard V de Beaujeu, que el succeirà (mort el 9 de maig de 1265)
- Isabel de Beaujeu (Ysabellis) (1225 – 8 janvier 1297) que també el succeirà. Es va casar amb Renaud de Forez. D'aquesta branca continuarà el llinatge d'Humbert V
- Sibil·la de Beaujeu (Sybilla) (1220-1249), casada amb Aimar III de Poitiers
- Beatriu de Beaujeu, casada amb Folquet de Montgascon
- Joana de Beaujeu, priora de la chartreuse de Poleteins
- Margarita de Beaujeu, de la que no se'n sap res.